# Templo de Nuestra Señora de Guadalupe (Cananea)
El templo o parroquia de Nuestra Señora de Guadalupe es un edificio católico de la ciudad de Cananea, ubicada en el norte del estado de Sonora, México. Su construcción se finalizó en el año de 1938 y se inauguró 2 años después. La iglesia es una de las más visitadas de la ruta del río Sonora debido a su antigüedad, su estilo gótico y la historia de la localidad. Está catalogado como un Bien Inmueble con Valor Cultural por el Instituto Nacional de Antropología e Historia (INAH) para su preservación.

## Historia
La edificación de la iglesia se hizo a un costado de la que en ese entonces era la capilla actual por necesidad de tener un recinto mayor, comenzó en 1903 gracias a la señora Mary Proctor Greene residente de la ciudad y fue finalizada hasta 1938. La señora Grenne pidió que se basaran en la catedral de Notre Dame en París. Los trabajos en la iglesia fueron lentos a causa de los movimientos de la Revolución mexicana y después los de la Guerra Cristera, dónde la ciudad fue un sitio importante en la época. Fue inaugurada y dedicada a la Virgen de Guadalupe el 24 de diciembre de 1940.
El 14 de junio de 2010 se le construyó un columbario para reposos de cenizas de los residentes que lo requieran, el lugar fue bendecido por el Arzobispo de Hermosillo José Ulises Macías Salcedo.
En la actualidad, el templo es uno de los más bellos y lujosos del norte de Sonora, posee un altar de mármol puro. Tiene capacidad para alrededor de 3,000 personas y está dotada de un órgano moderno.
La iglesia aparece en varios episodios de la serie del canal FX, Run Coyote Run, en la historia el edificio pertenece al pueblo vecino de Naco.